# フーベルタ (小惑星)
フーベルタ (260 Huberta) は、小惑星帯に位置する大きな小惑星の一つ。表面は暗く、炭素に富む。
キュベレー族に属し、木星との4:7の軌道共鳴の位置を公転する。
1886年10月3日にオーストリアの天文学者、ヨハン・パリサがウィーンで発見し、聖フーベルトゥスにちなんで命名した。